# Gonanticlea euclidiata
Gonanticlea euclidiata är en fjärilsart som beskrevs av Pieter Cornelius Tobias Snellen 1881. Gonanticlea euclidiata ingår i släktet Gonanticlea och familjen mätare. Inga underarter finns listade i Catalogue of Life.